# De Knok
De Knok of Knok is een gehucht in de deelgemeente Vichte van de West-Vlaamse gemeente Anzegem.
Dit bestaat uit de volgende vijf straten: Knokstraat, Beekstraat, Nieuwenhovestraat, Molendreef en Ter Beke. 
De Knok telt 452 inwoners.  De naam knok verwijst naar een klein plein of kruispunt. Het is een vrij oud gehucht dat op de Ferrariskaart werd vermeld als "Knock".
Het centrum van De Knok is het 'Knokplein'. Dit is een driehoekig plein van circa 60 m².  Het Knokplein is gelegen op de kruising van de Beekstraat met de Knokstraat.
Op De Knok is, met Eendracht Vichte, ook het liefhebbersvoetbal sterk aanwezig. Deze spelen hun wedstrijden steeds op zaterdag, in het Knokstadion.